# 小野寺南友
小野寺 南友（おのでら みゆ、8月10日 - ）は、日本の女性ファッションモデル。

## 来歴
中学2年生のときに、アメリカ合衆国に2週間短期留学をしたことがある。彼女の母親は身長が178cmあり、そのことをコンプレックスに思っており、小野寺に同じ思いをしてほしくなかった母親から、幼い頃からモデルになることを薦められていた。小野寺は身長が高いことをむしろ嬉しく思っていた為、物心ついた時からモデルを志していた。後述の番組の企画への参加も自分の意志によるものだった。

### パリコレ学
2018年10月、毎日放送制作のテレビ番組「林先生が驚く初耳学!」で、パリ・コレクションに出演するモデルを育成する企画「アンミカが教えるパリコレ学」に参加。アンミカによると企画の前半終わり頃は全生徒の中で中ほど、上位にも最下位にもならない「良くも悪くもない」存在であった。しかし、服を理解して見せるファッションセンスの良さを評価され、アンミカに「憑依体質」と称えられた。コシノジュンコを講師に迎えた回では、最も難易度が高い服を着こなし、コシノに「すぐショーに出せるよ」と絶賛された。その頃から才能が開花し、最終的に一位を獲得し、パリ・コレクションのオーディションの参加権を手にした。

### モデルとしての経歴
オーディション参加権を獲得後に単身パリへ渡り、現地のモデル事務所UPMODELSに所属。2018年-19年秋冬コレクションにて、計7つのオーディションを受けた結果、フランスオートクチュール・プレタポルテ連合協会（通称サンディカ）の公式スケジュールに登録されてない非公式のウクライナのブランド、リトコフスカヤ(LITKOVSKAYA)に出演（会場はウクライナ大使館）。その後、パリ・コレクション公式ブランドであるイーチ・アザー(Each X Other)のオーディションに合格。ランウェイデビューを果たした。
2019-20年秋冬東京コレクションのマラミュートのショーに出演。2019年、ブルックス・ブラザーズの日本上陸40周年を記念して開催されたファッションショーに出演。それはメンズ・ウイメンズの2019年秋冬コレクション発表の機会も兼ねており、同ブランドのショーが日本で開催されるのはこれが初めてだった。